# Edmundo Fernández Marquis
Edmundo Fernández Marquis (Caracas, 17 de marzo de 1905-Ibidem 22 de marzo de 1979) fue un médico y político venezolano. Su asociación con la llamada generación del 28 le costó un año de cárcel durante la dictadura de Juan Vicente Gómez y ministro de salud durante el Trienio Adeco.

## Biografía

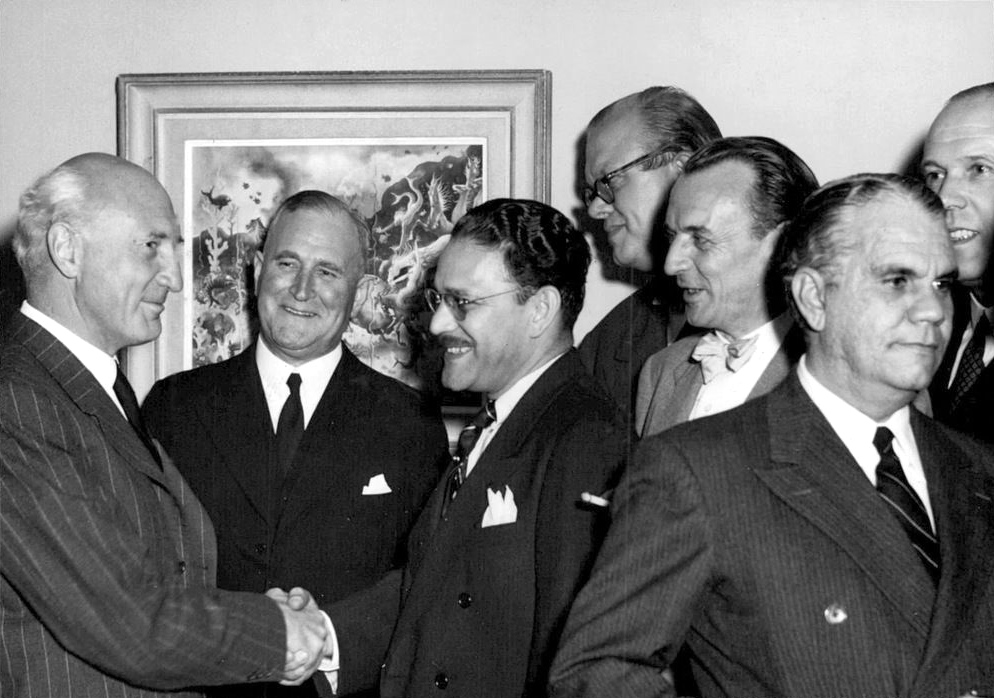
Recepción de delegación venezolana en Suecia en 1947. Desde la izquierda, Helge Ericson, Major Carl Thulin, Edmundo Fernández Marquis, El encargado de negocios Ekblad, el director G. Tryde en Caracas y en primer plano Luis Eduardo Chataing. En el extremo derecho, al fondo, el ingeniero H. Hacklin.

Su formación inicial la recibió en el liceo Andrés Bello de Caracas y luego en el liceo San José de Los Teques. Ingresa en la Universidad Central de Venezuela donde cursó estudios de medicina. En 1928 participó en los sucesos de la Semana del Estudiante por lo que fue condenado a prisión sometido a trabajos forzados en la carretera de Araira durante 14 meses. En 1929 salió en libertad y continuó sus estudios universitarios, graduándose en 1934, de doctor en ciencias médicas. En 1939 viajó a Nueva York a cursar estudios de postgrado en el Presbyterian Medical Center. Luego viajó a Colombia donde se especializó en endocrinología.
Fernández fue luego uno de los firmantes del acta que declaró constituida la Junta Revolucionaria de Gobierno de los Estados Unidos de Venezuela en 1945 y le daba el poder de gobierno al Ejecutivo de la República encabezado por Rómulo Betancourt. En 1945 fue llamado como Ministro de Sanidad, triplicando el recurso fiscal al ministerio que logró mejorar la prevención de enfermedades epidémicas de la época, así como curar a los enfermos de salud pública de su país.
Cuando cayó el gobierno de Rómulo Gallegos fue encarcelado durante 4 años, saliendo al exilio en 1953. Se residenció en España hasta el derrocamiento del general Marcos Pérez Jiménez en 1958. Ese año regresó al país en compañía de Rómulo Betancourt. En 1960 fue nombrado presidente del Consejo Venezolano del Niño, cargo que ejerció hasta 1964, cuando fue designado embajador de Venezuela en México. Volvió en 1969, dedicándose al ejercicio privado de la medicina hasta su muerte.